# 湯永綱
湯 永綱（ゆ ながつな）は、戦国時代の武将。尼子氏の家臣。父は湯惟宗。子に湯国綱（亀井茲矩）。

## 生涯
尼子氏家臣・湯惟宗の子として出雲国八束郡湯之荘（現在の島根県松江市玉湯町）で生まれ、尼子氏に仕える。
嫡男の国綱は亀井秀綱の次女を娶って亀井氏の名跡を継ぎ、亀井茲矩を名乗った。